# دخترها فقط می‌خواهند لذت ببرند (فیلم)
دخترها فقط می‌خواهند شادی داشته باشند (انگلیسی: Girls Just Want to Have Fun) فیلمی در ژانر کمدی رمانتیک و موزیکال به کارگردانی الن متر است که در سال ۱۹۸۵ منتشر شد.

## بازیگران
- سارا جسیکا پارکر
- لی مونتگومری
- هلن هانت
- مورگان وودوارد
- اد لاتر
- جاناتان سیلورمن
- شانن دوهرتی
- تری مک‌گاورن
- جینا گرشان